# Tambo de Mora
Tambo de Mora es una localidad peruana ubicada en la región Ica, provincia de Chincha, distrito de Tambo de Mora. Es asimismo capital del distrito de Tambo de Mora. Se encuentra a una altitud de 5 m s. n. m.  Tiene una población de 3176 habitantes en 1993.

## Clima
| Parámetros climáticos promedio de Tambo de Mora | Parámetros climáticos promedio de Tambo de Mora | Parámetros climáticos promedio de Tambo de Mora | Parámetros climáticos promedio de Tambo de Mora | Parámetros climáticos promedio de Tambo de Mora | Parámetros climáticos promedio de Tambo de Mora | Parámetros climáticos promedio de Tambo de Mora | Parámetros climáticos promedio de Tambo de Mora | Parámetros climáticos promedio de Tambo de Mora | Parámetros climáticos promedio de Tambo de Mora | Parámetros climáticos promedio de Tambo de Mora | Parámetros climáticos promedio de Tambo de Mora | Parámetros climáticos promedio de Tambo de Mora | Parámetros climáticos promedio de Tambo de Mora |
| Mes                                             | Ene.                                            | Feb.                                            | Mar.                                            | Abr.                                            | May.                                            | Jun.                                            | Jul.                                            | Ago.                                            | Sep.                                            | Oct.                                            | Nov.                                            | Dic.                                            | Anual                                           |
| ----------------------------------------------- | ----------------------------------------------- | ----------------------------------------------- | ----------------------------------------------- | ----------------------------------------------- | ----------------------------------------------- | ----------------------------------------------- | ----------------------------------------------- | ----------------------------------------------- | ----------------------------------------------- | ----------------------------------------------- | ----------------------------------------------- | ----------------------------------------------- | ----------------------------------------------- |
| Temp. media (°C)                                | 22.3                                            | 23.2                                            | 23.1                                            | 21.4                                            | 18.6                                            | 17                                              | 16.2                                            | 16                                              | 16.6                                            | 17.5                                            | 18.6                                            | 20.5                                            | 19.3                                            |
| Temp. mín. media (°C)                           | 17.3                                            | 18.4                                            | 17.9                                            | 16.1                                            | 13.8                                            | 12.6                                            | 12.1                                            | 11.5                                            | 12.1                                            | 12.7                                            | 13.8                                            | 15.7                                            | 14.5                                            |
| Fuente: climate-data.org                        |                                                 |                                                 |                                                 |                                                 |                                                 |                                                 |                                                 |                                                 |                                                 |                                                 |                                                 |                                                 |                                                 |